# Phù thủy đêm
"Phù thủy đêm" (tiếng Đức: die Nachthexen; tiếng Nga: Ночные ведьмы, Nochnye Vedmy) là biệt danh mà các binh sĩ Đức Quốc Xã đặt cho các nữ phi công quân sự của Trung đoàn không quân ném bom đêm 588 (tiếng Nga: 588-й ночной легкобомбардировочный авиационный полк), sau này được gọi là Trung đoàn không quân Cận vệ ném bom đêm số 46 (tiếng Nga: 46-й гвардейский ночной бомбардировочный авиационный полк, viết tắt là 46-й гвардейский нбап), thuộc Không quân Xô viết trong Thế chiến thứ hai. Biệt danh trên xuất phát từ chiến thuật tấn công đặc biệt của các nữ phi công thuộc trung đoàn này là sử dụng máy bay hạng nhẹ Polikarpov Po-2, bay đêm ở độ cao thấp, khi đến gần mục tiêu thì ngắt động cơ và bay ở chế độ lượn nhằm tránh bị lộ vị trí bởi tiếng động cơ trước khi ném bom. Vì vậy, trước khi bị tấn công, quân Đức chỉ nghe được tiếng gió lướt qua thân máy bay, vốn có một khung chính bằng gỗ và phủ vải, tạo nên tiếng lật phật tương tự tiếng chổi quét. Do đó, những người lính Quân đội Đức Quốc Xã mới đặt biệt danh cho các nữ phi công này là "Phù thủy đêm", giống như hình tượng các phù thủy cưỡi chổi bay trong đêm trong các truyện cổ tích.
Trung đoàn không quân ném bom đêm 588 (từ sau 1943 mang tên Trung đoàn không quân Cận vệ ném bom đêm số 46) là một trong 3 trung đoàn không quân nữ của Liên Xô chiến đấu trong Thế chiến thứ hai. Không như 2 trung đoàn còn lại, Trung đoàn vẫn giữ đội hình toàn nữ (gồm cả các chỉ huy, phi công, hoa tiêu, thợ máy) cho đến tận hết chiến tranh. Sau chiến tranh, các trung đoàn không quân nữ đều được giải thể. Hai mươi ba thành viên của Trung đoàn nhận được danh hiệu Anh hùng Liên Xô, hai người là Anh hùng Liên bang Nga và một người là Anh hùng Kazakhstan.

## Hình thành các trung đoàn hàng không nữ
Tháng 6 năm 1941, Chiến tranh Xô–Đức bùng nổ. Từ thời điểm ấy, rất nhiều phụ nữ Liên Xô tình nguyện tham gia chiến đấu để trả thù cho những người thân của họ bị phát xít Đức giết hại, nhà cửa ruộng vườn bị đốt cháy. Trong số đó, có không ít người mong muốn trở thành phi công. Nắm bắt nguyện vọng đó, Anh hùng Liên Xô, Thiếu tá Marina Mikhailovna Raskova đã đề đạt nguyện vọng này đến lãnh tụ Stalin.
Nhờ sự vận động tích cực của Marina Raskova, ngày 8 tháng 10 năm 1941, Stalin đã ký quyết định số 0099 của Dân Ủy Quốc phòng, về việc thành lập trung đoàn hàng không nữ trong Không quân Hồng quân. Đây là những đơn vị không quân chiến đấu đầu tiên trên thế giới do phụ nữ đảm nhiệm, không chỉ vị trí phi công, hoa tiêu, mà còn cả vị trí thợ máy và đội ngũ hỗ trợ bay. Nhân sự cho các trung đoàn được tuyển chọn từ các đơn vị thuộc Không quân Hồng quân, Hàng không Dân sự và OSOAVIAKhIM.
Từ hơn 2.000 lá đơn tình nguyện, Raskova chọn ra 400 phụ nữ ở độ tuổi 18 đến 26, hầu hết là sinh viên các khoa Toán, Lý, ở các trường đại học. Các quân nhân nữ tình nguyện được tập trung huấn luyện tại Đoàn Hàng không nữ số 122 (tiếng Nga: женская авиационная группа № 122) ở Trường Hàng không Engels, nằm tại một thị trấn nhỏ phía bắc Stalingrad. Họ phải trải qua khóa huấn luyện căng thẳng, kỳ vọng học được các kỹ năng chỉ trong vài tháng so với các khóa huấn luyện thông thường mất vài năm. Mỗi học viên phải tập huấn và thực hành các kỹ năng của phi công, hoa tiêu, sửa chữa và điều hành dưới mặt đất.
Năm 1942, việc huấn luyện cơ bản đã hoàn thành. Những người vượt qua được khóa huán luyện được phân bổ đưa về thành lập bộ khung 3 trung đoàn không quân chiến đấu nữ, với các phiên hiệu như sau:
1. Trung đoàn không quân tiêm kích số 586 (tiếng Nga: 586-й истребительный авиационный полк), biên chế máy bay Yak-1, đóng căn cứ ở Engels
2. Trung đoàn không quân ném bom số 587 (tiếng Nga: 587-й бомбардировочный авиационный полк), biên chế máy bay Su-2, đóng căn cứ ở Kamenka
3. Trung đoàn không quân ném bom đêm số 588 (tiếng Nga: 588-й ночной легкобомбардировочный авиационный полк), biên chế máy bay U-2, đóng căn cứ ở Engels.

Chỉ huy Trung đoàn 588 là Đại úy Yevdokiya Bershanskaya, một phi công đã có 10 năm kinh nghiệm. Lãnh đạo chính trị và công tác Đảng là Đại úy Maria Runt.

## Quá trình tham chiến
Ngày 23 tháng 5 năm 1942, Trung đoàn được lệnh di chuyển ra mặt trận và đến được căn cứ tiền duyên vào ngày 27 tháng 5. Trung đoàn được phiên chế vào Sư đoàn không quân ném bom đêm số 218, Quân đoàn không quân 4, Phương diện quân Nam. Quân số của Trung đoàn bấy giờ là 115 người - hầu hết mới chỉ từ 17 đến 22 tuổi.
Trung đoàn tham chiến lần đầu tiên vào ngày 12 tháng 6 năm 1942. Lúc 19 giờ ngày 28 tháng 6 năm 1942, trong trận đánh tại thảo nguyên sông Sal, Trung đoàn lần đầu tiên thực hiện chiến thuật mới mà về sau trở thành chiến thuật tấn công tiêu biểu của các "Phù thủy đêm". Bốn 4 chiếc Po-2 cùng xuất kích, trong đó 3 chiếc - mỗi chiếc mang theo 2 quả bom mỗi quả 100 kg ở hai bên cánh còn chiếc thứ 4 làm nhiệm vụ "mồi nhử". Đến mục tiêu là một vị trí phòng thủ của quân đội Đức Quốc Xã. Lúc này, "mồi nhử" bay trước. Nghe tiếng động cơ máy bay, quân đội Đức Quốc Xã chiếu đèn pha lên, tìm kiếm nên vô tình đã tự nguyện chỉ điểm vị trí. Thế là 3 chiếc còn lại chỉ việc nhắm vào những chiếc đèn pha ấy rồi thả bom. Tuy nhiên, trong trận này, Trung đoàn cũng có tổn tất đấu tiên khi mất 1 chiếc Po-2 vì trúng đạn.
Trong các trận sau đó, Trung đoàn tham gia các vụ đánh bom trên các tuyến vượt sông ở các đầu cầu trên sông Mius, Donetsk và sông Đông cũng như vùng ngoại ô Stavropol.
Từ tháng 8 đến tháng 12 năm 1942, Trung đoàn tham gia Chiến dịch Kavkaz, thực hiện các nhiệm vụ ném bóm bảo vệ thành phố Vladikavkaz cũng như tập kích vị trí tập kết trang thiết bị và quân đội của quân Đức Quốc xã ở Digora, Mozdok và Prokhladnaya.
Tháng 1 năm 1943, Trung đoàn thực hiện nhiệm vụ hỗ trợ đột phá các tuyến phòng thủ của quân Đức trên sông Terek cũng như các hoạt động tập kích ở thung lũng Sông Kuban và Stavropol.
Ngày 8 tháng 2 năm 1943, theo Quyết định số 64 của Dân Ủy Quốc phòng Liên Xô, Trung đoàn được tặng danh hiệu Cận vệ vì lòng dũng cảm và anh hùng của các thành viên Trung đoàn thể hiện trong các trận chiến với quân xâm lược Đức Quốc xã. Trung đoàn đồng thời cũng được chuyển qua phiên hiệu mới là Trung đoàn không quân Cận vệ ném bom đêm số 46 (tiếng Nga: 46-й гвардейский ночной бомбардировочный авиационный полк, viết tắt 46-й гвардейский нбап).
Từ tháng 3 đến tháng 9 năm 1943, Trung đoàn hỗ trợ phá đầu cầu của quân Đức tại Kuban trên Bán đảo Taman và giải phóng Novorossiysk. Trung đoàn cũng tham gia chiến dịch Không chiến tại Kuban từ tháng 4 đến tháng 7 năm 1943. Do thành tích tham chiến trong Chiến dịch giải phóng Taman, ngày 9 tháng 10 năm 1943, Trung đoàn được tặng danh hiệu "Taman" theo Quyết định số 31 của Bộ Tổng tư lệnh tối cao.
Từ tháng 11 năm 1943 đến tháng 5 năm 1944, Trung đoàn thực hiện nhiệm vụ yểm trợ trên không cho bộ binh trong Chiến dịch Kerch-Eltigen như một phần của Chiến dịch Krym và giải phóng thành phố Sevastopol.
Ngày 15 tháng 5 năm 1944, Trung đoàn được chuyển thuộc Sư đoàn không quân ném bom đêm số 325, Quân đoàn không quân 4, Phương diện quân Belorussia 2. Tháng 6 và tháng 7 năm 1944, Trung đoàn tham chiến ở Belarus, tham gia ném bom các công sự của quân Đức dọc theo sông Pronya, giúp giải phóng Białystok, Cherven, Minsk và Mogilev.
Tháng 8 năm 1944, Trung đoàn hoạt động trên đất Ba Lan trong các chiến dịch nhằm trục xuất quân đội Đức Quốc Xã khỏi các thành phố Augustów, Warsaw và Ostrołęka.
Tháng 1 năm 1945, Trung đoàn tham gia Chiến dịch Đông Phổ.
Tháng 3 năm 1945, Trung đoàn tham gia vào các cuộc tấn công giải phóng các thành phố Gdynia và Gdansk.
Từ tháng 4 năm 1945 cho đến kết thúc chiến tranh, Trung đoàn hỗ trợ ném bom trong Chiến dịch Wisla-Oder.
Ngày 4 tháng 5 năm 1945, những "phù thủy đêm" bay chuyến cuối cùng, ném bom một vị trí phòng thủ của lính Đức cách Berlin 60 km. Ba ngày sau, Đức Quốc xã chính thức đầu hàng.
Tuy "Phù thủy đêm" không được bay trình diễn trong cuộc diễu hành Ngày chiến thắng (9 tháng 5) ở Moskva do máy bay Po-2 của họ quá chậm nhưng những phi công táo bạo này là những người phụ nữ có kỹ năng đáng kinh ngạc và lòng can đảm vô bờ bến. Thậm chí, họ còn tổ chức lễ kỷ niệm cho phái nữ của mình bằng cách vẽ hoa ở hai bên thân máy bay và tô môi bằng bút chì điều hướng.
Ngày 15 tháng 10 năm 1945, Trung đoàn bị giải thể sau khi kết thúc chiến tranh. Hầu hết các thành viên của Trung đoàn xuất ngũ và trở về cuộc sống dân sự.

## Trang thiết bị
Không quân Xô viết lúc ấy chưa chuẩn bị trang phục cho phi công là phụ nữ nên tất cả phi công nữ đều nhận được những bộ quần áo bay dành cho đàn ông, kể cả giày. Một số người thậm chí còn phải xé ga trải giường của mình để nhét vào ủng cho khỏi bị tuột ra khỏi chân.
Khi mới thành lập, Trung đoàn chỉ được trang bị 20 chiếc máy bay Polikarpov Po-2. Về sau, số lượng có tăng lên 45. Vào cuối cuộc chiến, có cả thảy 36 chiếc tham chiến. Đây là một loại máy bay 2 tầng cánh, 2 chỗ ngồi đã lỗi thời, chuyên dùng để trinh sát, huấn luyện hoặc phun thuốc trừ sâu với 1 động cơ cánh quạt 99 mã lực, tốc độ bay tối đa chỉ có 152 km/giờ, mang được 260 kg hàng hóa. Để khắc phục những nhược điểm của chiếc Po-2, các nhân viên kỹ thuật của Trung đoàn thực hiện một số cải tiến. Kết quả là Po-2 có thể mang được 350 kg bom cùng một súng máy với 200 viên đạn. Tuy nhiên, được cái này thì mất cái khác, để mang được bom và súng, Po-2 phải tháo bỏ một số bộ phận không thật cần thiết như bình xăng phụ, thùng đựng thuốc trừ sâu, các khung bằng sắt để lắp đặt những ống phun thuốc trừ sâu, còn phi công thì không mang dù cho đến năm 1944.
Khí cụ bay cũng rất thô sơ. Nó chỉ gồm thước kẻ, đồng hồ bấm giờ, đèn pin, bút chì, bản đồ và la bàn; còn trong tác chiến, các phi công phải tập bay đêm, đánh đêm, gọi là chiến thuật tàng hình. Vào ban đêm, các nữ phi công phải chịu đựng nhiệt độ dưới 0°C, gió lạnh và nguy cơ bị tê cóng. Trong mùa đông khắc nghiệt của Liên Xô, chỉ cần chạm vào máy bay băng giá có nguy cơ bị mất da ngay lập tức.
Hơn nữa, những chiếc máy bay loại này lại quá nhỏ bé nên chỉ có thể mang theo 2 quả bom cho mỗi lần bay, vì vậy 8 hoặc nhiều chuyến bay hơn mỗi đêm thường là cần thiết. Sức nặng của bom khiến những chiếc máy bay gỗ này phải bay ở độ cao thấp hơn, khiến chúng dễ trở thành mục tiêu, do đó chúng chỉ thực hiện nhiệm vụ trong đêm.
Thêm vào đó, những máy bay này có những bất lợi đáng kể như bay chậm, dễ bốc cháy và không được bọc thép. Khi bay dưới làn hỏa lực của kẻ thù, phi công phải né bằng cách bay ở chế độ lặn (hầu như không có máy bay nào mang theo đạn dược phòng thủ).
| “                                                                        | "Máy bay của chúng tôi không được thiết kế cho các hoạt động quân sự. Hai tầng cánh bằng gỗ với hai buồng lái mở, cùng với hệ thống điều khiển kép - cho phi công và hoa tiêu. (Loại máy bay này thường dùng để đào tạo phi công trước chiến tranh). Không có hệ thống liên lạc vô tuyến và lớp giáp bảo vệ phi hành đoàn khỏi đạn bắn, một động cơ công suất thấp có thể đạt tốc độ tối đa 120 km/h. Không có khoang chứa bom trong thân máy bay, bom được treo trên giá treo bom ngay bên dưới bụng máy bay. Không có máy ngắm, chúng tôi tự tạo ra chúng và gọi chúng là PPR (ППР - проще пареной репы). Lượng bom mang theo được thay đổi khoảng từ 100 đến 300 kg. Trung bình, chúng tôi lấy khoảng 150-200 kg. Nhưng trong một đêm, máy bay có thể bay được nhiều phi vụ, vì vậy, tổng tải trọng bom đã ném tương đương với một máy bay ném bom lớn. | ” |
| — I.V. Rakobolskaya, N.F. Kravtsova. Chúng tôi được gọi là phù thủy đêm. | |   |

Cho đến tháng 8 năm 1943, các phi công thường không mang theo dù, thay vào đó họ muốn lấy thêm 20 kg bom. Súng máy trên máy bay cũng chỉ được trang bị từ năm 1944. Trước đó, vũ khí duy nhất để chống lại các máy bay Đức là khẩu TT-33, vũ khí tự vệ cá nhân của phi công và hoa tiêu.
Tuy nhiên, chúng lại đem lại một vài lợi thế thiết thực. Một lợi thế đáng kể là chính vì cấu trúc nguyên thủy của máy bay nên hệ thống radar của đối phương hoặc những thiết bị định vị bằng tia hồng ngoại không dễ gì có thể phát hiện ra "Phù thủy đêm". Trên mặt đất, quân Đức không có hệ thống cảnh báo hữu hiệu nào trừ âm thanh của chính các máy bay ở chế độ tàng hình khi chúng lượn ở phía trên mục tiêu của họ. Máy bay cũng có tốc độ tối đa thấp hơn tốc độ của cả Messerschmitt Bf 109 và Focke-Wulf Fw 190, khiến phi công Đức rất khó bắn hạ.
Các phi công tận dụng những tính năng bay của Po-2 để chuyển thành các lợi thế trong chiến đấu. Khi bay gần đến mục tiêu, phi công sẽ ngắt động cơ và để ở chế độ lượn, vì vậy, rất khó để quân Đức có thể phát hiện trước khi bị tập kích. Tốc độ lượn của máy bay cũng chậm ở mức chỉ bằng một nửa tốc độ của một lính nhảy dù, cộng với độ cao thấp, vì vậy, những loạt bom được các phù thủy đêm ném xuống tuy ít nhưng rất chính xác, gây ra những tâm lý hoang mang cho quân Đức. Cơ cấu lái kép cho phép cả phi công và hoa tiêu đều có thể điều khiển máy bay. Đã có những trường hợp khi các phi công hy sinh, các hoa tiêu đã đưa máy bay về lại căn cứ.

## Chiến thuật
Trong thời gian đầu tham chiến, các phi công của Trung đoàn được tổ chức thành 40 đội, mỗi đội 2 người, cứ bay 1 đêm thì nghỉ 1 đêm. Trung bình mỗi đêm, 1 chiếc Po-2 thực hiện 8 chuyến bay. Đến tháng 1 năm 1943, phần lớn phi công trong trung đoàn hầu như đã kiệt sức. Trung bình mỗi đêm họ chỉ ngủ từ 3 đến 4 tiếng. Do nhu cầu chiến trường nên chế độ 1 đêm bay, 1 đêm nghỉ bị bãi bỏ. Nhiều phi công làm nhiệm vụ thả bom ngồi ở ghế sau, lúc máy bay vừa cất cánh đã tranh thủ ngủ với lời dặn "gần đến mục tiêu thì gọi mình dậy nhé". Họ luôn bay theo nhóm 3 máy bay: 2 máy bay sẽ đóng vai trò là mồi nhử, khiến đối phương phải dùng đèn rọi. Sau đó, 2 máy bay này biến mất theo 2 hướng ngược nhau và xoắn mạnh để tránh súng phòng không. Chiếc thứ 3 sau đó sẽ bay trong bóng tối, hướng tới mục tiêu và thả bom. Trình tự này sẽ tiếp tục cho đến khi cả 3 máy bay đã thả hết cả bom được giao.
Các sĩ quan Quân đội Đức Quốc Xã rất kinh ngạc về kỹ năng của "Phù thủy đêm". Họ có 2 giả thuyết giải thích cho sự thành công của những nữ phi công này: Họ có thể là những tội phạm bậc thầy về trộm cắp nên đã được đưa ra chiến trường như một hình phạt hoặc chính quyền Liên Xô tăng cường thị lực bằng thuốc thử nghiệm để cung cấp cho họ một loại thị lực giống như mắt mèo có thể nhìn xuyên thấu màn đêm. Quân đội Đức Quốc Xã đã treo thưởng bằng việc cấp huy chương Thập tự Sắt cho bất kỳ lính Đức nào có thể bắn hạ một trong các máy bay của nữ biệt đội này.

## Thống kê
Trung đoàn đã thực hiện nhiều nhiệm vụ ném bom quấy rối và ném bom chiến lược tập kích Quân đội Đức Quốc Xã từ giữa năm 1942 cho đến khi kết thúc chiến tranh. Tổng cộng, Trung đoàn đã thực hiện 23.672 lược xuất kích,, bao gồm:
- Chiến dịch Kavkaz – 2.920 lần xuất kích
- Tại Kuban, Bán đảo Taman, Novorossiysk – 4.623 lần xuất kích
- Chiến dịch Krym – 6.140 lần xuất kích
- Chiến dịch Bagration – 400 lần xuất kích
- Chiến dịch Wisla-Oder – 5.421 lần xuất kích
- Chiến dịch phòng ngự hồ Balaton – 2.000 lần xuất kích

Tổng cộng trung đoàn đã tích lũy được 28.676 giờ bay. Thời gian nghỉ giữa các chuyến bay là 5-8 phút, đôi khi trong đêm, phi hành đoàn thực hiện 6-8 chuyến vào mùa hè và 10-12 vào mùa đông. Các phi công đã thả hơn 3.000 tấn bom và 26.000 đạn pháo gây cháy, phá hủy hoặc phá hủy hoàn toàn 17 điểm qua sông, 9 đoàn tàu hỏat, 2 nhà ga, 26 kho quân nhu, 12 kho nhiên liệu, 176 xe bọc thép, bắn 86 cụm hỏa điểm, và 11 đèn rọi; gây ra 811 vụ cháy và 1092 vụ nổ lớn.
Ngoài các vụ đánh bom, đơn vị còn thực hiện 155 lần tiếp tế thực phẩm và đạn dược cho các đơn vị thuộc Lực lượng vũ trang Liên Xô.

## Tổn thất
Trong suốt thời gian tồn tại, tổng cộng, có 261 người phục vụ trong Trung đoàn, trong đó 32 người chết vì nhiều nguyên nhân bao gồm tai nạn máy bay, tử vong chiến đấu... Ngoài những tổn thất trong quá trình huấn luyện trước khi tham chiến, thiệt hại trong chiến đấu của Trung đoàn lên tới 23 người và 28 máy bay. Tổn thất nặng nhất của Trung đoàn là vào đêm 31 tháng 7, rạng sáng 1 tháng 8 năm 1943, khi 4 máy bay bị mất cùng một lúc. Bộ chỉ huy Đức, do bị ném bom đêm liên tục, đã điều một nhóm máy bay chiến đấu đêm đến khu vực hoạt động của Trung đoàn. Đây là một điều hoàn toàn bất ngờ đối với các phi công Liên Xô. Ban đầu, họ hoàn toàn không hiểu vì sao các pháo phòng không của quân Đức đều im tiếng súng, nhưng từng chiếc máy bay của họ đều bị bốc cháy. Khi nhận ra rằng các máy bay chiến đấu đêm Messerschmitt Bf. 110 đã bắn vào họ, các phi vụ xuất kích được tạm thời dừng lại. Tổng cộng, phi công Josef Kociok đã bắn hạ được 3 chiếc Po-2 và được tặng huân chương Chữ thập Hiệp sĩ. Một chiếc Po-2 khác đã hạ do hỏa lực pháo phòng không. Các phi công và hoa tiêu hy sinh đêm đó gồm: phi công Anna Vysotskaya và hoa tiêu Galina Dokutovich, phi công Evgenia Krutova và hoa tiêu Elena Salikova, phi công Valentina Polunina và hoa tiêu Glafira Kashirina, phi công Sofia Rogova và hoa tiêu Evgenia Sukhorukova. Tổn thất rất trầm trọng khi các phi công và hoa tiêu xuất kích đều không mang dù, vì vậy, sau tổn thất này, quy định bắt buộc phi hành đoàn phải mang dù khi xuất kích. Các máy bay cũng được trang bị súng máy ở vị trí hoa tiêu để tự vệ trước máy bay tiêm kích của đối phương.
Ngoài tổn thất trong chiến đấu, Trung đoàn còn có những thiệt hại khác. Như ngày 22 tháng 8 năm 1943, Trưởng phòng Tuyên giáo của Trung đoàn, Valentina Stupina, đã chết vì bệnh lao trong bệnh viện.. Vào ngày 10 tháng 4 năm 1943, một tai nạn thảm khốc đã xảy ra tại sân bay khi một chiếc Po-2 hạ cánh trong đêm đã hạ trúng lưng một máy bay khác vừa hạ cánh trước đó. Tai nạn xảy ra làm các phi công Polina Makagon và Lida Svistunova chết ngay lập tức, Julia Pashkova chết vì vết thương trong bệnh viện. Chỉ có một phi công còn sống - Khiuaz Dospanova, người bị thương nặng - chân bị gãy, nhưng sau vài tháng nhập viện, cô đã trở lại làm nhiệm vụ, dù cho vết thương là không hoàn toàn phục hồi.
Mặc dù thực tế là các phi công đã hy sinh sau chiến tuyến, nhưng không ai trong số họ bị xem là mất tích. Sau chiến tranh, Chính ủy Trung đoàn Yevdokiya Yakovlevna Rachkevich, đã quyên góp từ các thành viên trung đoàn, đến tất cả các vị trí máy bay rơi và tìm kiếm mộ của tất cả người đã hy sinh.

## Các chỉ huy trung đoàn
Trung đoàn trưởng

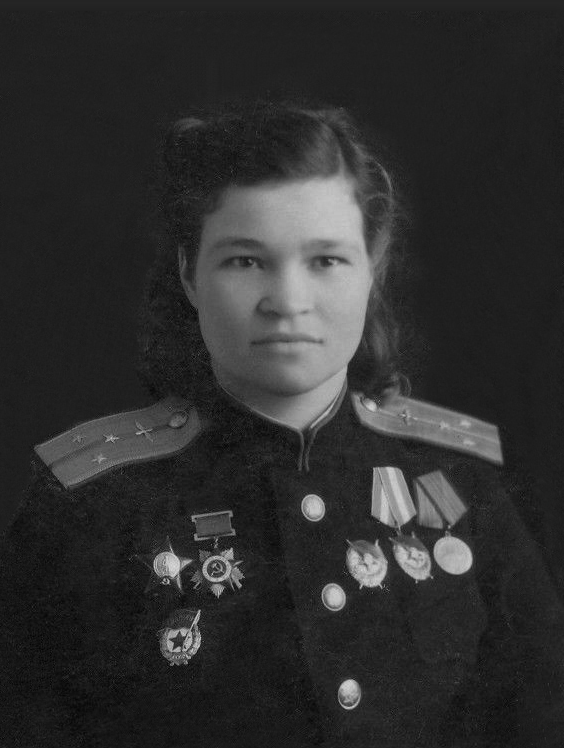
Irina Sebrova đã bay 1.008 chuyến, nhiều nhất trong trung đoàn.

- Yevdokiya Bershanskaya (1942-1945)

Chính ủy (sau đổi thành Phó trung đoàn trưởng phụ trách chính trị)
- Yevdokiya Rachkevich (1942-1945)

Phó trung đoàn trưởng phụ trách bay
- Serafima Amosova (1942-1945)

Tham mưu trưởng
- Maria Fortus (1942)
- Irina Rakobolskaya (1942-1945)

Trưởng ban Công tác Đảng
- Maria Runt (1942-1945)

Trưởng ban Công tác Thanh niên
- Alexandra Khoroshilova (1942-1945)

## Vinh danh
Trong thời gian chiến tranh, Trung đoàn được Đoàn Chủ tịch Xô Viết Tối cao Liên Xô trao tặng Huân chương Cờ đỏ ngày 24 tháng 4 năm 1944 và Huân chương Suvorov hạng Ba ngày 5 tháng 4 năm 1945. Hơn 250 cô gái của Trung đoàn đã được trao danh hiệu Anh hùng và huân chương các loại. Trung đoàn trưởng, Trung tá Cận vệ Yevdokiya Bershanskaya là phụ nữ duy nhất được trao tặng Huân chương Suvorov trong chiến tranh.

Yevdokiya Nosal, thành viên đầu tiên của trung đoàn được phong tặng danh hiệu Anh hùng Liên bang Xô viết và là nữ phi công đầu tiên được truy tặng danh hiệu này.

Tổng cộng có 23 quân nhân thuộc Trung đoàn được trao tặng danh hiệu Anh hùng Liên bang Xô viết, 2 người được trao tặng Anh hùng Liên bang Nga, và 1 người được trao tặng Anh hùng Kazakhstan.

#### Anh hùng Liên bang Xô viết
1. Trung úy Cận vệ Yevdokiya Nosal †, 354 phi vụ. Truy tặng 24 tháng 5 năm 1943. Nữ phi công đầu tiên được trao danh hiệu Anh hùng Liên Xô trong Thế chiến thứ hai.
2. Đại úy Cận vệ Maria Smirnova, 950 phi vụ. Phong tặng 26 tháng 10 năm 1944.
3. Thượng úy Cận vệ Yevdokiya Pasko, 790 phi vụ. Phong tặng 26 tháng 10 năm 1944.
4. Thiếu tá Cận vệ Yevdokiya Nikulina, 740 phi vụ. Phong tặng 26 tháng 10 năm 1944.
5. Thượng úy Cận vệ Yevgeniya Rudneva †, 645 phi vụ. Truy tặng 26 tháng 10 năm 1944.
6. Thượng úy Cận vệ Irina Sebrova, 1004 phi vụ. Phong tặng 23 tháng 2 năm 1945.
7. Thượng úy Cận vệ Natalia Meklin, 980 phi vụ. Phong tặng 23 tháng 2 năm 1945.
8. Thượng úy Cận vệ Yevgeniya Zhigulenko, 968 phi vụ. Phong tặng 23 tháng 2 năm 1945.
9. Thượng úy Cận vệ Yekaterina Ryabova, 890 phi vụ. Phong tặng 23 tháng 2 năm 1945.
10. Đại úy Cận vệ Nadezhda Popova, 852 phi vụ. Phong tặng 23 tháng 2 năm 1945.
11. Thượng úy Cận vệ Rufina Gasheva, 848 phi vụ. Phong tặng 23 tháng 2 năm 1945.
12. Thượng úy Cận vệ Vera Belik †, 813 phi vụ. Truy tặng 23 tháng 2 năm 1945.
13. Đại úy Cận vệ Olga Sanfirova †, 630 phi vụ. Truy tặng 23 tháng 2 năm 1945.
14. Thượng úy Cận vệ Tatyana Makarova †, 628 phi vụ. Truy tặng 23 tháng 2 năm 1945.
15. Thượng úy Cận vệ Nina Ulyanenko, 915 phi vụ. Phong tặng 18 tháng 8 năm 1945.
16. Thượng úy Cận vệ Zoya Parfenova, 680 phi vụ. Phong tặng 18 tháng 8 năm 1945. Người tham gia cuộc diễu hành chiến thắng tại Moskva 1945.
17. Thượng úy Cận vệ Raisa Aronova, 960 phi vụ. Phong tặng 15 tháng 5 năm 1946.
18. Thượng úy Cận vệ Antonina Khudyakova, 926 phi vụ. Phong tặng 15 tháng 5 năm 1946.
19. Thượng úy Cận vệ Polina Gelman, 869 phi vụ. Phong tặng 15 tháng 5 năm 1946.
20. Đại úy Cận vệ Marina Chechneva, 810 phi vụ. Phong tặng 15 tháng 5 năm 1946.
21. Thượng úy Cận vệ Nina Raspopova, 805 phi vụ. Phong tặng 15 tháng 5 năm 1946.
22. Thượng úy Cận vệ Maguba Syrtlanova, 780 phi vụ. Phong tặng 15 tháng 5 năm 1946.
23. Đại úy Cận vệ Larisa Rozanova, 793 phi vụ. Phong tặng 23 tháng 2 năm 1948.

#### Anh hùng Liên bang Nga
1. Thượng úy Cận vệ Aleksandra Akimova, 680 phi vụ. Phong tặng 31 tháng 12 năm 1994.
2. Trung úy Cận vệ Tatyana Sumarokova, 725 phi vụ. Phong tặng 11 tháng 10 năm 1995.[26]

#### Anh hùng Kazakhstan
1. Thượng úy Cận vệ Khiuaz Dospanova, hơn 300 phi vụ. Phong tặng 7 tháng 12 năm 2004. Bà chính là người duy nhất sống sót trong vụ tai nạn đêm ngày 10 tháng 4 năm 1943.

## Tưởng niệm
Vài tháng sau khi kết thúc chiến tranh, Trung đoàn bị giải thể. Hầu hết các thành viên của Trung đoàn xuất ngũ và trở về cuộc sống dân sự. Nhiều người trở lại trường học để tiếp tục việc học bị gián đoạn. Tuy nhiên, tình bạn thời quân ngũ giữa họ vẫn được duy trì. Trong cuộc họp cuối cùng của Trung đoàn, mọi người đã thống nhất hàng năm sẽ gặp lại nhau tại quảng trường Nhà hát Bolshoi ở Moskva vào ngày 2 tháng 5 và ngày 8 tháng 11. Trong các cuộc họp mặt này, mọi người sẽ ôn lại các kỷ niệm thời chiến đấu, tưởng nhớ những người bạn đã hy sinh và cùng chia sẻ những thành công và khó khăn trong cuộc sống hiện tại.
Một số khu vực bảo tàng kỷ niệm Trung đoàn được thành lập ở các trường học như trường cấp hai số 213 ở Moskva, trường cấp hai số 105 ở Samara, trường cấp hai số 182 ở Novosibirsk...
Năm 2012, nhà xuất bản Sách Đại học đã xuất bản một tập thơ được viết bởi các cựu thành viên Trung đoàn. Biên tập tập thơ là cựu Trung tá, giáo sư khoa Vật lý không gian, khoa vật lý của Đại học quốc gia Moskva - Rakobolskaya Irina Vyacheslavovna.

## Những trung đoàn nữ khác
Ngày 8 tháng 10 năm 1941, Stalin ký quyết định 0099 thành lập các trung đoàn hàng không nữ, gồm 3 Trung đoàn là 586, 587 và 588 với biên chế đều là nữ quân nhân. Hai trung đoàn còn lại là Trung đoàn 586, được sử dụng máy bay Yak-1 và Trung đoàn 587, sử dụng máy bay Pe-2.
Mặc dù cả ba trung đoàn được biên chế với quân số là toàn nữ. Nhưng trung đoàn 586 và 588 sử dụng thợ cơ khí nam, Chỉ huy Trung đoàn 586 là Thiếu tá Tamara Aleksandrovna Kazarinova, được thay thế Thiếu tá Aleksandr Vasilievich Gridnev, vào tháng 10 năm 1942. Trung đoàn 587 ban đầu dưới sự chỉ huy của Marina Raskova, nhưng sau khi bà qua đời năm 1942, Thiếu tá Valentin Vasilievich Markov, đã thay thế bà. Máy bay Pe-2 của Trung đoàn 587 cũng yêu cầu một người đủ chiều cao để vận hành súng máy phía sau, nhưng những phụ nữ được tuyển dụng không đủ chiều cao nên một số nam quân nhân phải thay thế. Nhân viên điều khiển và nhân viên tìm kiếm của Trung đoàn 588 cũng là nam.

## Trong văn hóa đại chúng

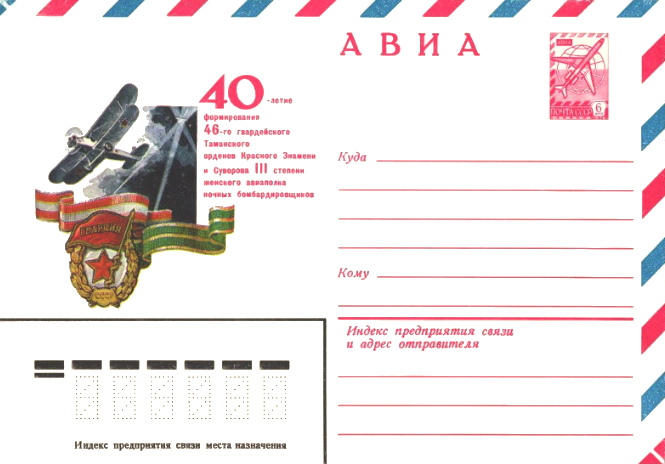
Một phong bì năm 1982 của Liên Xô kỷ niệm 40 năm thành lập trung đoàn.

- Năm 1974, bộ phim Liên Xô Tham chiến chỉ toàn "những ông già" (tiếng Nga: В бой идут одни "старики")[37] do Leonid Bykov làm đạo diễn, dựa trên hồi ký của cựu phi công chiến đấu Nga Vitaly Popkov.[38] Trong phim khắc họa chuyện tình của phi công nữ Masha Popova và phi công Sagdullayev 'Romeo'. Nhân vật Masha dựa trên hình ảnh của Nadezhda Popova, một chỉ huy của Trung đoàn; và nhân vật Romeo cũng dựa trên hình ảnh của chồng bà là Semyon Kharlamov. Tướng Kharlamov cũng đồng thời giữ vai trò cố vấn cho bộ phim.[39]
- Năm 1981, một bộ phim dài của Liên Xô có tên là Phù thủy đêm trên bầu trời (tiếng Nga: В небе ночные ведьмы) do Yevgeniya Zhigulenko, Anh hùng Liên bang Xô viết, làm đạo diễn. Bà cũng là một trong những thành viên của Trung đoàn.[40]
- Năm 2001, phim hợp tác sản xuất Anh - Nga với sự tham gia của Malcolm McDowell, Sophie Marceau và Anna Friel.[41]
- The Night Witches đã xuất hiện trong bộ truyện tranh Anh quốc dài tập của Johnny Red, được tạo bởi Tom Tully và Joe Colquhoun cho Battle Picture Weekly.[42] Nhà văn Garth Ennis, sau này viết một sê-ri truyện tranh ba phần nhỏ tên là Battlefields: The Night Witches.[43][44]
- Một truyện tranh khác là "The Grand Duke" bởi Yann và Romain Hugault (Archaia Entertainment, 2012.)[45]
- Trong năm 2013, hai sản phẩm khác nhau đã được phát hành. Đầu tiên là một phim hoạt hình ngắn có tên The Night Witch kỷ niệm Nadezhda Popova - người đã qua đời hồi đầu năm - được ủy thác hợp tác với The New York Times, được đạo diễn bởi Alison Klayman.[46] Thứ hai là một bộ phim truyền hình Nga có tựa đề Én đêm (Ночные ласточки) được trình chiếu trên Kênh truyền hình 1.[47] Cũng có một thông báo trong cùng một năm của một bộ phim truyện được viết bởi Gregory Allen Howard và được tài trợ bởi cháu trai của Boris Yeltsin, nhưng không có cập nhật kể từ thông báo ban đầu.[48]
- 'Operation Nachthexen', một câu chuyện trong Commando số 4599 (tháng 5 năm 2013), được cho là lần đầu tiên một người phụ nữ là nhân vật chính trong một câu chuyện của ấn phẩm này. Thêm hai câu chuyện nữa là 'Witch Hunt' (4616, Tháng 7 năm 2013) và 'Warrior's Return' (4635, Tháng 9 năm 2013) sản xuất bởi 'Nachthexen Saga'. Cả ba câu chuyện đều được viết bởi Mac MacDonald và được minh họa bởi Carlos Pino. Nhân vật chính được đặt tên là Yana Belinky.
- Tiểu thuyết Sapphire Skies, của Belinda Alexandra kể về Natalya Azarova, một phù thủy đêm xuất bản năm 2014.[49]
- Ban nhạc heavy metal Thụy Điển Sabaton trong album phòng thu Heroes phát hành năm 2014 có một ca khúc là Night Witches. [50]
- Vào năm 2015, Eclectic Pictures thông báo rằng đã lựa chọn một kịch bản của Steven Prowse được gọi là The Night Witches đã giành chiến thắng trong hai mươi lăm cuộc thi viết kịch bản.[51]
- Night Witches của Jason Morningstar là một trò chơi nhập vai trên máy tính bảng năm 2015).[52]
- Năm 2017, Big Finish Productions, một công ty phim truyền hình âm thanh sản xuất chính thức Doctor Who, phát hành The Night Witches, kịch bản viết bởi Roland Moore.[53]
- Red Sisters, Black Skies là một trò chơi nhập vai hành động trực tiếp ra mắt vào năm 2017.
- Trong tiểu thuyết Night Witches của Kathryn Lasky xuất bản năm 2017, nhân vật chính bắt đầu nhập ngũ vào đơn vị, chị gái của cô đã phục vụ như một Phù thủy đêm.[54]
- Tiểu thuyết The Huntress của Kate Quinn xuất bản năm 2019, kể một câu chuyện hư cấu hấp dẫn qua con mắt của một Phù thủy đêm trong cuộc chiến tranh thế giới thứ hai.[55]